# Lukas Studer
Lukas Studer (* 23. März 1977 in Basel) ist ein Schweizer Sportreporter und TV-Moderator.

## Biografie
Lukas Studers Vater ist Walliser (Visperterminen), seine Mutter ist Baslerin. Lukas Studer absolvierte die Pädagogische Maturitätsschule Kreuzlingen (ehemals Lehrerseminar). Nach drei Jahren Tätigkeit als Lehrer ging er nach Winterthur. Dort studierte er an der Zürcher Hochschule für Angewandte Wissenschaften Journalismus und Unternehmenskommunikation. Bereits während des Studiums (ab Sommer 2003) begann Lukas Studer beim Schweizer Fernsehen in der Sportredaktion als Assistent. Nach erfolgreichem Studienabschluss als Kommunikator FH absolvierte er die SRF-interne Ausbildung zum Fernsehjournalisten, diese dauerte drei Semester. Seither ist Lukas Studer Sportreporter für die Sendungen Sport aktuell,  und sportlive mit den Fachgebieten Eishockey, Fussball und Ski alpin.

## Moderator
Im November 2009 begann Lukas Studer seine Tätigkeit als Moderator. Zuerst als Präsentator von Sport-Liveübertragungen, danach als Moderator der täglichen Struktursendung Sport aktuell. Zusätzlich moderiert Lukas Studer seit Sommer 2012 abwechselnd mit Steffi Buchli die sportlounge, die Hintergrundsendung von SRF sport. Ebenfalls wird er immer wieder als Moderator bei diversen Grossanlässen eingesetzt. Dazu gehörten unter anderem die Olympischen Winterspiele 2010 in Vancouver, die Fussball-WM 2010 in Südafrika, die Fussball-EM 2012 in Polen und der Ukraine, die Ski-WM 2013 in Schladming, die Olympischen Winterspiele 2014 in Sotschi, die Fussball-WM 2014 in Brasilien, die Ski-WM 2015 in Vail/Beaver Creek, die Olympischen Spiele 2016 in Rio de Janeiro, die Ski-WM 2017 in St. Moritz, die olympischen Winterspiele 2018 in Pyeongchang und die Fussball-WM 2018 in Russland.

## Privates
Lukas Studer wuchs in einer Grossfamilie auf, er hat zwei Schwestern und einen Bruder. Studer ist leidenschaftlicher Fussballspieler. Seine Junioren- und Aktivzeit absolvierte er beim FC Münsterlingen. Im Moment ist Lukas Studer bei den Senioren des FC Pfäffikon aktiv. Auch die Musik interessiert ihn. Studer spielte Geige und Schlagzeug. Mit seiner Band Moby's Dick gab er in Jugendjahren zahlreiche Konzerte. Lukas Studer hat drei Kinder, die Familie wohnt am Pfäffikersee. Im Herbst 2012 erlitt er eine Hirnhautentzündung. Nach dreimonatiger Pause kehrte Studer im Januar 2013 zurück auf den Bildschirm.